# تشکیل یوگسلاوی

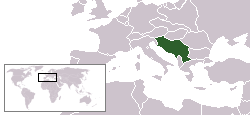
موقعیت پادشاهی یوگسلاوی در اروپا

تشکیل یوگسلاوی به مجموعه رویدادهایی گفته می‌شود که منجر به ایجاد کشور جمهوری سوسیالیستی یوگسلاوی شد. یوگسلاوی در سال ۱۹۱۹ میلادی به یک کشور مستقل مبدل گردید. این کشور، صرب‌ها، کروات‌ها و اسلاوها را با عنوان ملتی واحد گردهم آورد.
جوزف تیتو از پیشوایان جنبش رهایی‌بخش چیتنیک‌ها، موفق شد با استفاده از جو حاکم بر روابط جهانی، اقوام، ملل و نژادهای مختلف صرب، کروات، بوسنیاک، آلبانی تبارها و غیره با ادیان و تفکرات متعدد خویش مثل ارتدوکس، کاتولیک و مسلمان و غیره را کنار هم گذاشته و از مجموعه جمهوری‌های اسلوونی، بوسنی، کرواسی، صربستان، مونته‌نگرو و مقدونیه کشور جدید جمهوری سوسیالیستی یوگسلاوی را ایجاد نموده و با استفاده از رقابت‌های آشکار و مخفی نظام دو قطبی حاکم بر جهان در قرن بیستم نه تنها در تقویت اندیشه سیاسی خویش در منطقه و جهان سوم به عنوان یکی از مؤسسان جنبش عدم تعهد مطرح باشد بلکه توانست نقش یکی از بازیگران منطقه‌ای در معادلات شرق و غرب را از آن خود کند.

## نگارخانه

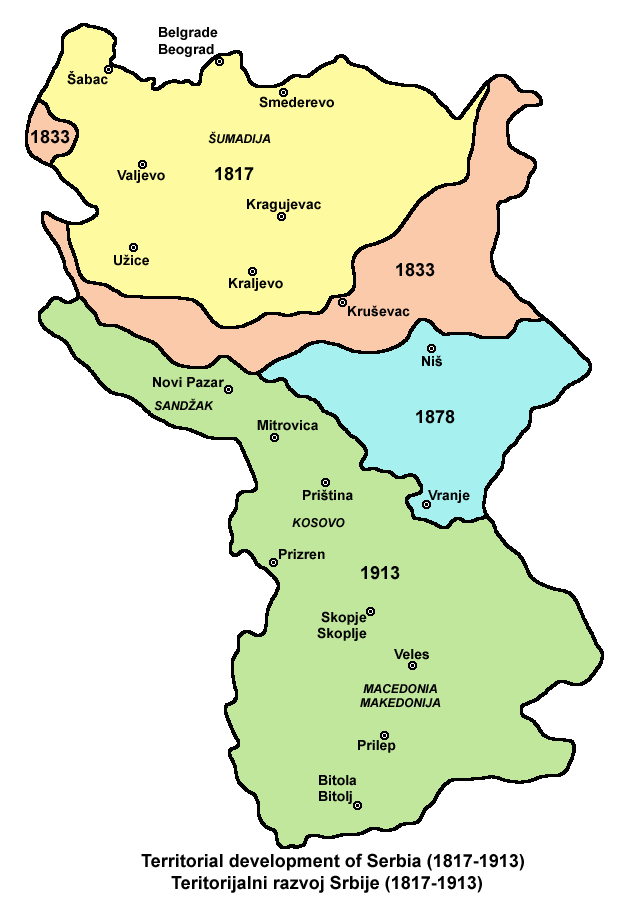
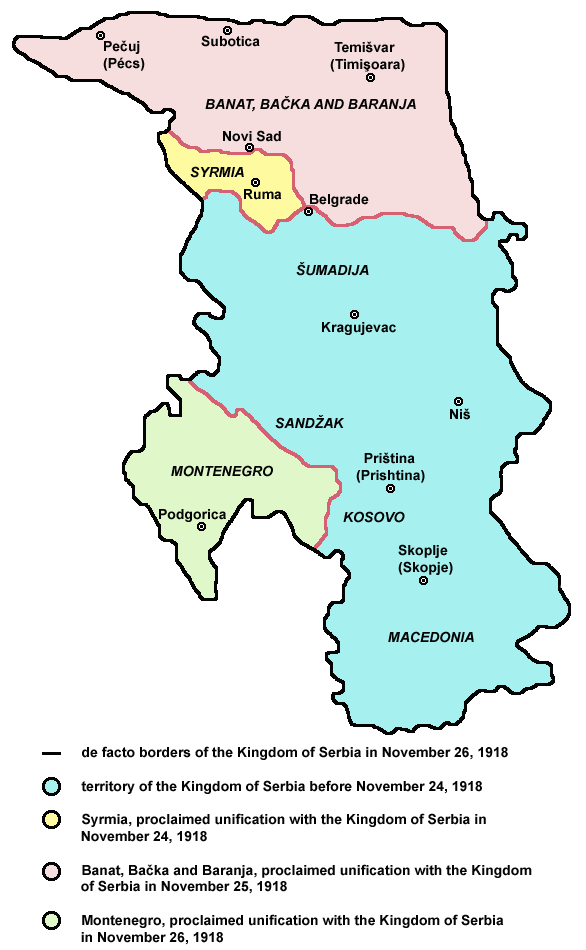